# 荒立神社
荒立神社（あらたてじんじゃ）は、宮崎県西臼杵郡高千穂町大字三田井に鎮座する神社である。

## 祭神
猿田彦命（さるたひこのみこと）と天鈿女命（あめのうずめのみこと） の2柱を主祭神とし、大年神、迫天満、当地一帯に住む興呂木（こおろぎ）家の先祖を祀る。猿田彦命は記紀に天孫降臨の道案内をした神であると記され、道開きの神として知られ、また、天鈿女命は同じく記紀に天照大神が天の岩戸に隠れた際に、楽しげに舞い踊った神として知られている。こうしたことから、交通安全、五穀豊穣、商売繁盛、厄除、夫婦和合、安産、長寿祈願、芸事の上達、厄除け、子宝、長寿などに利益があるとされている。

## 歴史
明治時代になって村社に列し、明治末（20世紀初頭）の神社合祀政策により高千穂神社に合祀され廃社とされるが、後に復社されて現在に至る。

## 文化財
銅鰐口（どうわにぐち）:1380年にあたる「天授六（年）十二月十三日」」の銘があり、紀年銘のある鰐口としては県内現存最古のもの。2018年（平成30年）9月10日に宮崎県指定有形文化財に指定された。
なお、当神社に伝わった神像4躯は、高千穂神社に合祀された際に同神社へ移されたため、現在は高千穂神社所蔵となっている。宮崎県指定有形文化財（美術工芸品）に指定されていたが、2020年（令和2年）9月30日付で国の重要文化財に指定された（高千穂神社の文化財節も参照）。

## 社殿
本殿は桁行2間梁行2間の切妻造平入。